# Тріпп Швенк
Тріпп Швенк (англ. Tripp Schwenk, 17 червня 1971) — американський плавець.
Олімпійський чемпіон 1996 року, учасник 1992 року.
Чемпіон світу з плавання на короткій воді 1993 року.
Переможець Пантихоокеанського чемпіонату з плавання 1995 року, призер 1993 року.
Призер Панамериканських ігор 1995 року.
Переможець літньої Універсіади 1991, 1993 років.